# Тхапа, Шива
Шива Тхапа (хинди शिवा थापा; род. 8 декабря 1993, Гувахати, Ассам) — индийский боксёр, представитель лёгкой и легчайшей весовых категорий. Выступает за национальную сборную Индии по боксу с 2011 года, бронзовый призёр чемпионата мира, чемпион Азии, победитель и призёр многих турниров международного значения, участник двух летних Олимпийских игр.

## Биография
Шива Тхапа родился 8 декабря 1993 года в городе Гувахати штата Ассам, Индия. Младший из шести детей в семье непальского происхождения. Увлекался единоборствами с раннего детства, проходил подготовку под руководством своего отца Падама Тхапы, инструктора по карате. При этом один из его старших братьев Гобинд Тхапа в то время уже имел определённые успехи в боксе, становился призёром чемпионата штата.
Под впечатлением от выступлений Майка Тайсона и Виджендера Сингха Шива начал серьезно заниматься боксом и вскоре заключил соглашение с некоммерческой организацией Olympic Gold Quest, созданной для поддержки талантливых индийских спортсменов.
Впервые заявил о себе на международной арене в сезоне 2008 года, выиграв кадетский Кубок президента в Баку и став бронзовым призёром на Детских азиатских международных играх в Якутске.
В 2009 году взял бронзу на кадетском чемпионате мира в Ереване.
В 2010 году боксировал на молодёжном чемпионате Азии в Тегеране, выиграл серебряную медаль на молодёжном чемпионате мира в Баку, уступив в решающем поединке кубинцу Робейси Рамиресу, стал серебряным призёром на юношеских Олимпийских играх в Сингапуре, где в финале так же был побеждён Робейси Рамиресом.
Начиная с 2011 года боксировал на взрослом уровне, в частности в зачёте легчайшей весовой категории выиграл серебряную медаль на Национальных играх Индии, дошёл до четвертьфинала на международном турнире Хиральдо Кордова Кардин в Гаване, выступил на чемпионате Азии в Инчхоне.
На Азиатском олимпийском квалификационном турнире в Астане взял верх над всеми соперниками по турнирной сетке и занял первое место — тем самым прошёл отбор на летние Олимпийские игры 2012 года в Лондоне. На Играх, однако, уже в стартовом поединке категории до 56 кг со счётом 9:14 потерпел поражение от мексиканца Оскара Вальдеса и сразу же выбыл из борьбы за медали.
После лондонской Олимпиады Тхапа остался в составе боксёрской команды Индии на ещё один олимпийский цикл и продолжил принимать участие в крупнейших международных турнирах. Так, в 2013 году он завоевал бронзовую медаль на Мемориале Константина Короткова в Хабаровске, одержал победу на азиатском первенстве в Аммане и дошёл до четвертьфинала на мировом первенстве в Алма-Ате, где был остановлен азербайджанцем Джавидом Челебиевым.
В 2014 году выступил на Играх Содружества в Глазго, уступив в 1/8 финала ирландцу Майклу Конлану, выступил на Азиатских играх в Инчхоне. Также в это время несколько раз принимал участие в матчевых встречах полупрофессиональной лиги World Series of Boxing, представляя американскую команду «Нокауты США».
В 2015 году одержал победу на международном турнире в Дохе, взял бронзу на чемпионате Азии в Бангкоке и на чемпионате мира в Дохе — в обоих случаях в полуфиналах проиграл узбеку Муроджону Ахмадалиеву.
В 2016 году победил на домашних Южноазиатских играх в Шиллонге. На Олимпийской квалификации Азии и Океании в Цяньане сумел дойти до финала легчайшего веса, выиграв у всех соперников кроме тайца Чатчая Бутди — благодаря этому выступлению удостоился права защищать честь страны на Олимпийских играх в Рио-де-Жанейро. Здесь так же не добился больших успехов, в первом бою категории до 56 кг единогласным решением судей потерпел поражение от кубинца Робейси Рамиреса, который в итоге и стал победителем этого олимпийского турнира.
На азиатском первенстве 2017 года в Ташкенте стал серебряным призёром в зачёте лёгкой весовой категории, уступив в финале узбеку Элнуру Абдураимову, тогда как на мировом первенстве в Гамбурге остановился уже в 1/8 финала после поражения от грузина Отара Эраносяна. Помимо этого, принял участие в международных турнирах в Софии и Бангкоке, выиграл Гран-при Усти в Чехии, стал серебряным призёром в зачёте индийского национального первенства — в финале проиграл Манишу Каушику.
В 2018 году среди прочего боксировал на Азиатских играх в Джакарте, но попасть здесь в число призёров не смог.
В 2019 году в лёгком весе взял бронзу на чемпионате Азии в Бангкоке.